# Judô nos Jogos Pan-Americanos de 2023
As competições de judô nos Jogos Pan-Americanos de 2023 em Santiago, no Chile, foram realizadas de 28 a 31 de outubro no Centro de Esportes de Contato. Quinze eventos foram disputados: sete categorias de peso para cada gênero e um evento por equipes mistas.

## Qualificação
Um total de 154 judocas poderiam se classificar para competir. Uma vaga por categoria de peso foi alocada diretamente para o vencedor de cada categoria nos Jogos Pan-Americanos Júnior de 2021, em Cáli. Os nove melhores judocas (um por Comitê Olímpico Nacional) pelo ranking de cada categoria após os quatro melhores resultados entre onze torneios qualificatórios se classificaram juntamente com uma vaga por categoria para o país-sede, o Chile. Cada CON poderia inscrever até 14 competidores (sete homens e sete mulheres), exceto para aqueles que classificaram atletas no Pan Júnior e poderiam ter mais de um judoca na respectiva categoria.

## Nações participantes
Um total de 20 CONs classificaram judocas, com o número de competidores classificados em parênteses.
- ARG Argentina (10)
- BRA Brasil (19)
- CAN Canadá (7)
- CHI Chile (14)
- COL Colômbia (10)
- CRC Costa Rica (1)
- CUB Cuba (11)
- ESA El Salvador (2)
- EAI Equipe de Atletas Independentes (2)
- ECU Equador (11)
- USA Estados Unidos (14)
- HAI Haiti (1)
- MEX México (12)
- NCA Nicarágua (2)
- PAN Panamá (2)
- PER Peru (7)
- PUR Porto Rico (3)
- DOM República Dominicana (10)
- URU Uruguai (1)
- VEN Venezuela (9)

## Medalhistas
Masculino
| Evento                  | Ouro                           | Prata                        | Bronze                                      |
| ----------------------- | ------------------------------ | ---------------------------- | ------------------------------------------- |
| Até 60 kg detalhes      | Michel Augusto BRA Brasil      | Johan Rojas COL Colômbia     | Arath Juárez MEX México                     |
| Até 60 kg detalhes      | Michel Augusto BRA Brasil      | Johan Rojas COL Colômbia     | Juan Pablo Ayala ECU Equador                |
| Até 66 kg detalhes      | Willis García VEN Venezuela    | Julien Frascadore CAN Canadá | Orlando Polanco CUB Cuba                    |
| Até 66 kg detalhes      | Willis García VEN Venezuela    | Julien Frascadore CAN Canadá | Willian Lima BRA Brasil                     |
| Até 73 kg detalhes      | Gabriel Falcão Lira BRA Brasil | Daniel Cargnin BRA Brasil    | Antoine Bouchard CAN Canadá                 |
| Até 73 kg detalhes      | Gabriel Falcão Lira BRA Brasil | Daniel Cargnin BRA Brasil    | Gilberto Cardoso MEX México                 |
| Até 81 kg detalhes      | Guilherme Schimidt BRA Brasil  | Jorge Pérez CHI Chile        | David Popovici CAN Canadá                   |
| Até 81 kg detalhes      | Guilherme Schimidt BRA Brasil  | Jorge Pérez CHI Chile        | Medickson del Orbe DOM República Dominicana |
| Até 90 kg detalhes      | Iván Felipe Silva CUB Cuba     | Rafael Macedo BRA Brasil     | Alexander Knauf USA Estados Unidos          |
| Até 90 kg detalhes      | Iván Felipe Silva CUB Cuba     | Rafael Macedo BRA Brasil     | Robert Florentino DOM República Dominicana  |
| Até 100 kg detalhes     | Shady El Nahas CAN Canadá      | Thomas Briceño CHI Chile     | Kayo Santos BRA Brasil                      |
| Até 100 kg detalhes     | Shady El Nahas CAN Canadá      | Thomas Briceño CHI Chile     | Francisco Balanta COL Colômbia              |
| Mais de 100 kg detalhes | Andy Granda CUB Cuba           | Francisco Solís CHI Chile    | Rafael Silva BRA Brasil                     |
| Mais de 100 kg detalhes | Andy Granda CUB Cuba           | Francisco Solís CHI Chile    | José Nova DOM República Dominicana          |

Feminino
| Evento                 | Ouro                              | Prata                          | Bronze                                     |
| ---------------------- | --------------------------------- | ------------------------------ | ------------------------------------------ |
| Até 48 kg detalhes     | Alexia Nascimento BRA Brasil      | Edna Carrillo MEX México       | Maria Celia Laborde USA Estados Unidos     |
| Até 48 kg detalhes     | Alexia Nascimento BRA Brasil      | Edna Carrillo MEX México       | Amanda Lima BRA Brasil                     |
| Até 52 kg detalhes     | Larissa Pimenta BRA Brasil        | Paulina Martínez MEX México    | Angelica Delgado USA Estados Unidos        |
| Até 52 kg detalhes     | Larissa Pimenta BRA Brasil        | Paulina Martínez MEX México    | Lilian Cordones PAN Panamá                 |
| Até 57 kg detalhes     | Rafaela Silva BRA Brasil          | Brisa Gómez ARG Argentina      | Kristine Jiménez PAN Panamá                |
| Até 57 kg detalhes     | Rafaela Silva BRA Brasil          | Brisa Gómez ARG Argentina      | María Villalba COL Colômbia                |
| Até 63 kg detalhes     | Maylín del Toro Carvajal CUB Cuba | Isabelle Harris CAN Canadá     | Prisca Awiti MEX México                    |
| Até 63 kg detalhes     | Maylín del Toro Carvajal CUB Cuba | Isabelle Harris CAN Canadá     | Ketleyn Quadros BRA Brasil                 |
| Até 70 kg detalhes     | Idelannis Gómez CUB Cuba          | María Pérez PUR Porto Rico     | Elvismar Rodríguez VEN Venezuela           |
| Até 70 kg detalhes     | Idelannis Gómez CUB Cuba          | María Pérez PUR Porto Rico     | Celinda Corozo ECU Equador                 |
| Até 78 kg detalhes     | Samanta Soares BRA Brasil         | Sairy Colón PUR Porto Rico     | Camila Figueroa PER Peru                   |
| Até 78 kg detalhes     | Samanta Soares BRA Brasil         | Sairy Colón PUR Porto Rico     | Eiraima Silvestre DOM República Dominicana |
| Mais de 78 kg detalhes | Idalys Ortiz CUB Cuba             | Brigitte Carabalí COL Colômbia | Moira Morillo DOM República Dominicana     |
| Mais de 78 kg detalhes | Idalys Ortiz CUB Cuba             | Brigitte Carabalí COL Colômbia | Beatriz Souza BRA Brasil                   |

Misto
| Evento          | Ouro | Prata | Bronze |
| --------------- | --- | --- | --- |
| Equipe detalhes | Lianet Cardona Idelannis Gómez Liester Cardona Omar Cruz Magdiel Estrada Andy Granda Maikel McKenzie Orlando Polanco Ivan Felipe Silva Maylín del Toro Carvajal Idalys Ortiz CUB Cuba | Gabriel Falcão Lira Luana Carvalho Rafael Macedo Rafael Silva Rafaela Silva Samanta Soares Daniel Cargnin Leonardo Gonçalves Willian Lima Larissa Pimenta Aléxia Castilhos Beatriz Souza Guilherme Schimidt BRA Brasil | Brigitte Carabalí Francisco Balanta María Villalba Luisa Bonilla Daniel Paz Andrés Sandoval COL Colômbia                                                                        |
| Equipe detalhes | Lianet Cardona Idelannis Gómez Liester Cardona Omar Cruz Magdiel Estrada Andy Granda Maikel McKenzie Orlando Polanco Ivan Felipe Silva Maylín del Toro Carvajal Idalys Ortiz CUB Cuba | Gabriel Falcão Lira Luana Carvalho Rafael Macedo Rafael Silva Rafaela Silva Samanta Soares Daniel Cargnin Leonardo Gonçalves Willian Lima Larissa Pimenta Aléxia Castilhos Beatriz Souza Guilherme Schimidt BRA Brasil | Ariela Sánchez Eiraima Silvestre Estefanía Soriano Moira Morillo Medickson del Orbe Ana Rosa Robert Florentino José Nova Elmert Ramírez Antonio Tornal DOM República Dominicana |

## Quadro de medalhas
| Ordem | País                     | Medalha de ouro | Medalha de prata | Medalha de bronze |    |
| ----- | ------------------------ | --------------- | ---------------- | ----------------- | -- |
| 1     | BRA Brasil               | 7               | 3                | 6                 | 16 |
| 2     | CUB Cuba                 | 6               |                  | 1                 | 7  |
| 3     | CAN Canadá               | 1               | 2                | 2                 | 5  |
| 4     | VEN Venezuela            | 1               |                  | 1                 | 2  |
| 5     | CHI Chile                |                 | 3                |                   | 3  |
| 6     | COL Colômbia             |                 | 2                | 3                 | 5  |
|       | MEX México               |                 | 2                | 3                 | 5  |
| 8     | PUR Porto Rico           |                 | 2                |                   | 2  |
| 9     | ARG Argentina            |                 | 1                |                   | 1  |
| 10    | DOM República Dominicana |                 |                  | 6                 | 6  |
| 11    | USA Estados Unidos       |                 |                  | 3                 | 3  |
| 12    | ECU Equador              |                 |                  | 2                 | 2  |
|       | PAN Panamá               |                 |                  | 2                 | 2  |
| 14    | PER Peru                 |                 |                  | 1                 | 1  |
| TOTAL | TOTAL                    | 15              | 15               | 30                | 60 |